# Fernand Marsat
Fernand Marsat, maire de Dakar de 1898 à 1903, est né le 5 novembre 1858 à Angoulême.
Il sert pendant trois ans dans l’Instruction publique, et exerce plusieurs fonctions électives comme conseiller général de la Colonie du Sénégal, conseiller municipal et maire de Dakar (1898-1903). Il est suspendu de son mandat de maire de Dakar en raison de scandales financiers.
Pharmacien, il demeure au milieu de ses administrés lors de l’épidémie de fièvre jaune de 1900 à Dakar, il dirige avec compétence et énergie les opérations de désinfection. Ces actes de dévouement lui vaudront d’être nommé chevalier de la Légion d’honneur en janvier 1902. 

## Distinctions
- Chevalier de la Légion d'honneur (1902).